# 루이스 에체베리아
루이스 에체베리아 알바레스(스페인어: Luis Echeverría Álvarez, 1922년 1월 17일~2022년 7월 8일)는 멕시코의 정치인으로 소속 정당은 제도혁명당이다. 1970년부터 1976년까지 멕시코의 대통령을 역임했다.
1947년에 푸에블라 대학교 정치학과를 졸업했으며 1964년부터 1970년까지 멕시코 내무부 장관을 역임했다.

## 같이 보기
- 멕시코의 국가원수 목록